# روبرتو غارسيا (ملاكم مكسيكي)
روبرتو غارسيا (بالإسبانية: Roberto García)‏ مواليد 26 مارس 1980 في ولاية تاماوليباس، المكسيك، هو ملاكم محترف مكسيكي يصنف ضمن فئة الوزن المتوسط.

## إحصائيات
خاض خلال مسيرته 41 نزالا، فاز في 37 ولم يتعادل وخسر في 3. فاز بالضربة القاضية في 22 نزالا.

## روابط خارجية
- روبرتو غارسيا على موقع بوكس ريك (الإنجليزية) (registration required)